# Francesco Veccia
Francesco Veccia (Sassari, 4 aprile 1993) è un ex cestista italiano.
Laureato in Economia e Finanza presso la Luiss Guido Carli.